# James Mitchell
James Mitchell (29. februar 1920 – 22. januar 2010) var en amerikansk, skuespiller og danser. Som var bedst kendt for at spille roller son Palmer Cortlandt i operaen All My Children,
Han blev født i Sacramento, Californien. Hans forældre udvandrede fra England til det nordlige Californien, hvor de drev en frugtgård i Turlock. I 1923, forlod hans mor Edith, hans far og vendte tilbage til England med James Mitchell's bror og søster, hun og James Mitchell havde ingen yderligere kontakt.
Mens at han studerede drama på Los Angeles City College, blev han introduceret til moderne dans, af den berømte lærer og koreograf, Lester Horton.
Han døde den 22. januar 2010 i en alder af 89 år.